# Wilhelm von Beaulieu-Marconnay
Wilhelm Freiherr von Beaulieu-Marconnay (* 10. September 1848 in Oldenburg; † 6. September 1884 ebenda) war Jurist und Mitglied des Deutschen Reichstags.

## Leben
Wilhelm von Beaulieu-Marconnay, eigentlich Wilhelm Heinrich Louis Ferdinand Freiherr von Beaulieu-Marconnay, war einziger Sohn des Eugen Carl Theodor Levin Freiherr von Beaulieu-Marconnay (Grhzgl. oldenb. Kammerherr und Präsident des Oberlandesgerichts) und dessen Ehefrau Isidore Luise von Schletter. Er besuchte das Gymnasium in Oldenburg bis 1867 und studierte Rechtswissenschaften an den Universitäten in Jena und Berlin. In Jena wurde er 1867 Mitglied der Burschenschaft Germania. Er war Einjährig-Freiwilliger im 94. Infanterie-Regiment in Jena und machte den Krieg 1870/71 im Oldenburgischen Infanterie-Regiment Nr. 91 mit, in welchem er Premierleutnant wurde.
Von 1873 bis 1878 war er Referendar in Osnabrück, Isernhagen und Hannover. Ab 1878 war er Amtsrichter in Norden.
Von Dezember 1879 bis zu seinem Tode war er Mitglied des Deutschen Reichstags für den Wahlkreis Hannover 1 (Emden) und die Nationalliberale Partei. Er wurde in einer Nachwahl für den Abgeordneten Jan ten Doornkaat Koolman gewählt. Im Übrigen war er von 1882 bis 1884 auch Mitglied des Preußischen Abgeordnetenhauses.